# Zsolt Kalmár
Zsolt Kalmár (* 9. Juni 1995 in Győr) ist ein ungarischer Fußballspieler. Er ist ein technisch versierter Rechtsfuß und spielt überwiegend im zentralen Mittelfeld. Kalmár spielt seit August 2023 beim heimischen Erstligisten Fehérvár FC.

## Karriere

### Verein
Kalmár spielte in seiner Jugend für Győri ETO FC. In der Saison 2012/13 gab er für den gleichen Verein sein Debüt in der Nemzeti Bajnokság, der höchsten ungarischen Liga. So stand er am 28. Spieltag beim Auswärtsspiel gegen Budapest Honvéd in der Startelf und wurde in der 62. Minute ausgewechselt. Bei seinem zweiten Spiel, einem Auswärtsspiel gegen Egri FC, was gleichzeitig das letzte Saisonspiel war, stand er die vollen 90 Minuten auf dem Platz und erzielte seinen ersten Treffer in der Nemzeti Bajnokság. Am Ende gewann Győr den Meistertitel mit zehn Punkten Vorsprung. In der folgenden Saison lief Kalmár 21-mal auf und erzielte zwei Tore. Punktgleich mit dem Meister Debreceni Vasutas SC erreichte er mit der Mannschaft die Vizemeisterschaft.
Zur Saison 2014/15 wechselte Kalmár zum deutschen Zweitligisten RB Leipzig. Er erhielt einen Vertrag bis 2019. In der Winterpause 2015/16 wurde er bis zum Saisonende an den FSV Frankfurt verliehen, um mehr Spielpraxis zu generieren. Im folgenden Jahr spielte er einige Zeit unter Ex-RB-Trainer Alexander Zorniger bei Brøndby IF, bevor er im August 2017 an DAC Dunajská Streda verliehen wurde. Zur Saison 2018/19 erwarb der Klub schließlich auch die Transferrechte an Kalmár.
Nach sechs Jahren, 148 Pflichtspielen und 47 Treffern für die Slowaken wechselte Kalmár im Sommer 2023 zurück zum heimischen Erstligisten Fehérvár FC.

### Nationalmannschaft
Bereits mit 18 Jahren gab Kalmár sein Debüt in der ungarischen A-Nationalmannschaft. So wechselte ihn Trainer Atilla Pintér am 22. Mai 2014 beim Freundschaftsspiel gegen Dänemark in der 46. Minute ein. Im Juni des gleichen Jahres folgten zwei weitere Einsätze.
Bei der U-19 Europameisterschaft im Juli 2014 im eigenen Land war Kalmár Kapitän seiner Mannschaft. Er bestritt alle drei Vorrundenspiele und erzielte beim Sieg über Israel ein Tor. Mit nur drei Punkten schied Ungarn nach der Vorrunde aus.
Bisher erzielte er für die A-Nationalmannschaft Ungarns drei Treffer in 33 Länderspielen.

## Erfolge
Győri ETO FC
- Ungarischer Meister: 2013

RB Leipzig
- Aufstieg in die 1. Bundesliga 2016